# Пајн Вали (Њујорк)
Пајн Вали (енгл. Pine Valley) насељено је место без административног статуса у америчкој савезној држави Њујорк.

## Демографија
По попису из 2010. године број становника је 813.
| Група             | 2000.    | 2010.       |
| Белци             | 0 (0,0%) | 775 (95,3%) |
| Афроамериканци    | 0 (0,0%) | 5 (0,6%)    |
| Азијати           | 0 (0,0%) | 6 (0,7%)    |
| Хиспаноамериканци | 0 (0,0%) | 16 (2,0%)   |
| Укупно            | 0        | 813         |